# OH 9
OH 9 es el nombre de catálogo, conocido comúnmente como Hombre Chellean, de un cráneo parcial fósil de Homo erectus u Homo ergaster, de una antigüedad de 1,5 millones de años (dentro del Calabriense), pero con dudas ya que fue encontrado en superficie. Hallado por Louis Leakey en 1960 en la Garganta de Olduvai, Tanzania, y publicado en 1961 por él mismo. Fue uno de los primeros erectus hallados en África.

## Taxonomía y descripción
Clarke lo definió con una nueva especie, Homo leakeyi, de la que era el holotipo. Leakey, en su descripción inicial acercaba este espécimen más a los humanos que a los erectus, pero estudios posteriores llevaron a concluir que se encuadraban bien en H. erectus.
OH 9 mostraba una capacidad craneana de 1067 cm³, lo que le hace el ejemplar más antiguo de homínido con más de un litro. El cráneo se encontró muy fragmentado pero relativamente completo.